# Die Stem van Suid-Afrika
Die Stem van Suid-Afrika (с африк. — «Голос Южной Африки») — песня, которая была государственным гимном ЮАР с 1957 по 1994 год. Сегодня её часть вместе с песней Nkosi Sikelel' iAfrika является частью нового государственного гимна Южной Африки.

## История
В мае 1918 года Корнелис Якобус Лангенховен написал поэму на языке африкаанс, которая называлась Die Stem («Голос»). Музыка к ней была написана М. Л. де Вильерсом в 1923 году. Она широко использовалась Южноафриканской телерадиовещательной корпорацией в 1920-х. Песня звучала по окончании ежедневных передач вместе с «Боже, храни короля». Впервые она была публично спета 31 мая 1928 года.
На английский песня впервые была переведена в 1952 году, а «Боже, храни королеву» потеряла свой официальный статус в 1957 году. Оригинальный текст содержал три куплета, но правительство попросило автора добавить четвёртый куплет религиозной тематики.
Хотя в гимне говорится об обязательстве перед Отечеством и Богом, чёрные южноафриканцы его в основном невзлюбили, так как он ассоциируется с режимом апартеида, а также из-за того, что в тексте песни упоминаются только африканеры. В начале 1990-х система апартеида начала разрушаться, и южноафриканским спортивным командам пришлось выбирать, какую Южную Африку они хотят представлять своим гимном. «Голос…» был спет на товарищеской встрече с командой Новой Зеландии по регби в 1992 году, что разозлило Африканский национальный конгресс, так как с ними не проконсультировались насчёт выбора гимна. Позже АНК настаивал, что Die Stem не должен больше использоваться как гимн, и на Олимпиаде в 1992 году в Барселоне в качестве гимна команда ЮАР использовала «Оду к радости» поэта Шиллера под музыку Людвига ван Бетховена (такую же как и у тогдашнего гимна Родезии), а в качестве флага — олимпийский флаг.
Несмотря на это, даже после введения демократии после победы Нельсона Манделы на выборах 1994 года и восстановления демократии, гимн сохранил свою позицию, хотя и разделял её теперь с песней Nkosi Sikelel' iAfrika, которая долгое время была гимном АНК. Интересно также, что в 1995 году «Голос…» был исполнен чёрным хором на финале Кубка мира по регби.
В переходный период южноафриканцы пели два разных гимна, что доставляло некоторые неудобства. В 1997 году, вместе с принятием новой конституции, был представлен новый гибридный гимн ЮАР, составленный из частей Die Stem van Suid-Afrika и Nkosi Sikelel' iAfrika.

## Текст
| Die Stem van Suid-Afrika (оригинал на африкаанс) | The Call of South Africa (официальный перевод на английский) | Приблизительный перевод на русский c африкаанс |
| Первый куплет                                    |                                                              |                                                |
| Uit die blou van onse hemel,                     | Ringing out from our blue heavens,                           | Из синевы наших небес,                         |
| Uit die diepte van ons see,                      | From our deep seas breaking round,                           | Из глубин нашего моря,                         |
| Oor ons ewige gebergtes                          | Over everlasting mountains,                                  | Над нашими вечными горами,                     |
| Waar die kranse antwoord gee.                    | Where the echoing crags resound,                             | Где откликаются эхом утесы,                    |
| Deur ons vêr verlate vlaktes                     | From our plains where creaking wagons,                       | Через наши обширные равнины,                   |
| Met die kreun van ossewa.                        | Cut their trails into the earth,                             | Под скрип кибиток,                             |
| Ruis die stem van ons geliefde,                  | Calls the spirit of our country,                             | Возвышается голос нашей любимой,               |
| Van ons land Suid-Afrika.                        | Of the land that gave us birth.                              | Нашей страны Южной Африки.                     |
| Ons sal antwoord op jou roepstem,                | At thy call we shall not falter,                             | Мы ответим на твой зов,                        |
| Ons sal offer wat jy vra:                        | Firm and steadfast we shall stand,                           | Мы дадим тебе то, чего ты желаешь.             |
| Ons sal lewe, ons sal sterwe,                    | At thy will to live or perish,                               | Мы будем жить и умирать                        |
| Ons vir jou, Suid-Afrika.                        | O South Africa, dear land.                                   | За тебя, Южная Африка.                         |
| Второй куплет                                    |                                                              |                                                |
| In die murg van ons gebeente,                    | In our body and our spirit,                                  | В самой сердцевине наших костей,               |
| in ons hart en siel en gees,                     | In our inmost heart held fast;                               | В нашем сердце, в душе и в духе,               |
| In ons roem op ons verlede,                      | In the promise of our future,                                | В славе нашего прошлого,                       |
| In ons hoop op wat sal wees.                     | And the glory of our past;                                   | В нашей надежде на будущее,                    |
| In ons wil en werk en wandel,                    | In our will, our work, our striving,                         | В нашей воле, труде и странствии,              |
| Van ons wieg tot aan ons graf.                   | From the cradle to the grave-                                | От рожденья и до гроба                         |
| Deel geen ander land ons liefde,                 | There’s no land that shares our loving,                      | Не разделит иная земля нашу любовь,            |
| Trek geen ander trou ons af.                     | And no bond that can enslave.                                | Не увлечёт нас иная вера.                      |
| Vaderland, ons sal die adel,                     | Thou hast borne us and we know thee,                         | О, Отечество! Мы с честью                      |
| Van jou naam met ere dra:                        | May our deeds to all proclaim                                | Пронесём твоё имя:                             |
| Waar en trou as Afrikaners,                      | Our enduring love and service                                | Преданные и истинные африканеры,               |
| Kinders van Suid-Afrika.                         | To thy honour and thy name.                                  | Дети Южной Африки.                             |
| Третий куплет                                    |                                                              |                                                |
| In die songloed van ons somer,                   | In the golden warmth of summer,                              | В солнечной жаре нашего лета,                  |
| in ons winternag se kou,                         | In the chill of winter’s air,                                | В холоде ночей наших зим,                      |
| In die lente van ons liefde,                     | In the surging life of springtime,                           | В весне нашей любви,                           |
| in die lanfer van ons rou.                       | In the autumn of despair;                                    | В отчаянии нашей осени,                        |
| By die klink van huw’liksklokkies,               | When the wedding bells are chiming,                          | В звоне свадебных колокольчиков,               |
| by die kluit-klap op die kis.                    | Or when those we love do depart,                             | При ударе лопаты о гроб,                       |
| Streel jou stem ons nooit verniet nie,           | Thou dost know us for thy children                           | Нас всегда успокаивает твой голос,             |
| Weet jy waar jou kinders is.                     | And dost take us to thy heart                                | Ты знаешь, где твои дети.                      |
| Op jou roep sê ons nooit née nie,                | Loudly peals the answering chorus;                           | На твой зов мы никогда не скажем «Нет»,        |
| Sê ons altyd, altyd ja:                          | We are thine, and we shall stand,                            | Мы всегда, всегда ответим «Да!»                |
| Om te lewe, om te sterwe -                       | Be it life or death, to answer                               | Жить или умирать,                              |
| Ja, ons kom, Suid-Afrika.                        | To thy call, beloved land.                                   | Да, мы придём, Южная Африка.                   |
| Четвёртый куплет                                 |                                                              |                                                |
| Op U Almag vas vertrouend                        | In thy power, Almighty, trusting,                            | На твёрдую веру в тебя, Всемогущий             |
| het ons vadere gebou:                            | Did our fathers build of old;                                | Опирались наши отцы:                           |
| Skenk ook ons die krag, o Here!                  | Strengthen then, O Lord, their children                      | Дай же и нам силы, Господи!                    |
| Om te handhaaf en te hou.                        | To defend, to love, to hold-                                 | Укреплять и сохранять.                         |
| Dat die erwe van ons vadere                      | That the heritage they gave us                               | Чтобы наследие наших отцов,                    |
| Vir ons kinders erwe bly:                        | For our children yet may be;                                 | Сохранилось для наших детей:                   |
| Knegte van die Allerhoogste,                     | Bondsmen only to the Highest                                 | Мы слуги только Всемогущего,                   |
| Teen die hele wêreld vry.                        | And before the whole world free.                             | И перед всем миром мы свободны.                |
| Soos ons vadere vertrou het,                     | As our fathers trusted humbly,                               | Так же как наши отцы твёрдо верили,            |
| Leer ook ons vertrou, o Heer:                    | Teach us, Lord to trust Thee still;                          | Научи же и нас верить, Боже.                   |
| Met ons land en met ons nasie                    | Guard our land and guide our people                          | С нашей землёй и нашей нацией                  |
| Sal dit wel wees, God regeer.                    | In Thy way to do Thy will.                                   | Да пребудет воля Божья.                        |